# Kansas City (nummer)
Kansas City is een rhythm-and-bluesnummer geschreven voor de Amerikaanse boogiewoogiepianist en -zanger Little Willie Littlefield door de toen negentienjarige Jerry Leiber & Mike Stoller in 1952. Het lied werd een nummer 1-hit in de uitvoering van Wilbert Harrison in 1959.

## Uitvoeringen
Kansas City werd vertolkt door honderden artiesten, onder wie James Brown (1967), Bill Haley & His Comets (1960), Brenda Lee (1961), Peggy Lee (1962), Wanda Jackson (1961), Sammy Davis jr. (1964), The Everly Brothers (1965), Tom Jones (1966), Muddy Waters (1979),Trini Lopez (1963) en Fats Domino (1964). Het nummer stond verschillende malen in de hitlijsten.
Little Richard zong vaak een medley van Kansas City en een eigen nummer, Hey-Hey-Hey-Hey!. The Beatles namen deze medley ook op in hun repertoire en zetten Kansas City/Hey-Hey-Hey-Hey! op hun album Beatles for Sale uit 1964.